# Distretto di Aïn Kechra
Il distretto di Aïn Kechra è un distretto della Provincia di Skikda, in Algeria.

## Comuni
Il distretto di Aïn Kechra comprende 2 comuni:
- Aïn Kechra
- Ouldja Boulballout